# Società per le Ferrovie Adriatico Appennino
La Società per le Ferrovie Adriatico Appennino (FAA) era una società anonima per azioni costituita nel 1906 allo scopo di realizzare alcuni collegamenti ferroviari tra la linea ferrata costiera adriatica e la regione interna appenninica e di assumerne la gestione.

## Storia
La Società per le Ferrovie Adriatico Appennino fu costituita con atto notarile depositato a Milano il 21 settembre 1906, con capitale di 4 milioni di lire, dall'ingegnere Ernesto Besenzanica.
La società si occupò della costruzione e dalla gestione delle ferrovie Porto San Giorgio-Fermo-Amandola e Sangritana, entrambe progettate dal Besenzanica; nel 1940 assunse la gestione della ferrovia Voghera-Varzi assorbendo la società precedente (che già controllava de facto). Nel 1943 venne inoltre rilevata la gestione della breve ferrovia Chieti città-Chieti scalo, chiusa già l'anno successivo e sostituita da una filovia sullo stesso percorso.
La Porto San Giorgio-Amandola venne dismessa il 27 agosto 1956 a causa delle forti passività; la società optò per la costruzione di una linea filoviaria sul tratto da Porto San Giorgio a Fermo, a sua volta dismessa nel 1977. La ferrovia Voghera-Varzi venne chiusa nel 1966.
Il 10 agosto 1980 la FAA perse la concessione della ferrovia Sangritana, passata dal giorno successivo in gestione commissariale governativa. La legge regionale 19 gennaio 1984, n. 5 della Regione Abruzzo rilevava le autolinee gestite dalla Società Ferrovia Adriatico-Appennino affidandole alla gestione governativa della ferrovia Sangritana, assumendone anche gli oneri di esercizio.

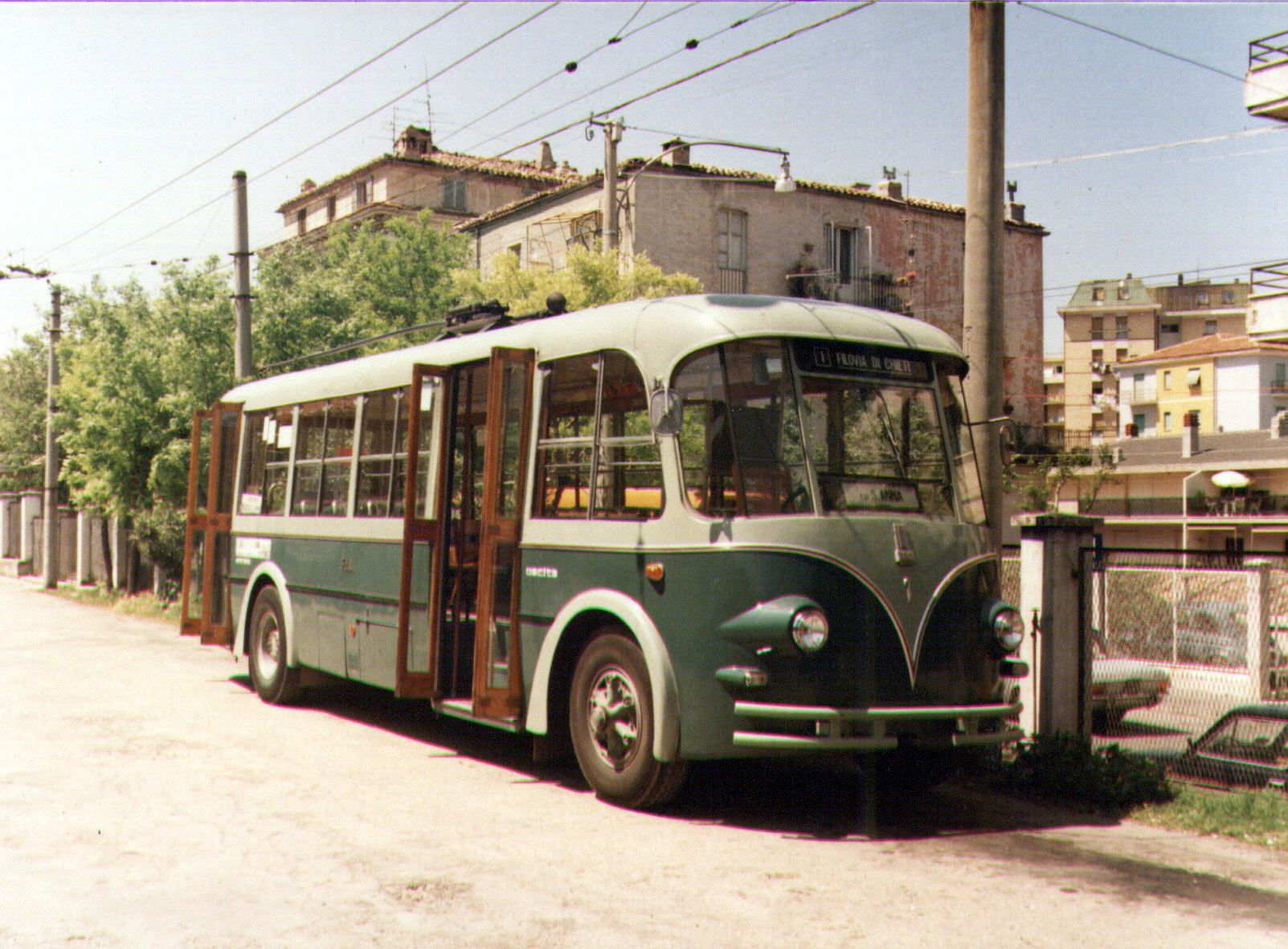
Filobus Fiat 668 OMS in servizio a Chieti

Nel 1985 venne infine trasferita la gestione della filovia di Chieti alla società privata Autoservizi La Panoramica, che già dal 1973 gestiva il resto degli autoservizi urbani cittadini.